# 青州市
青州市（せいしゅう-し）は、中華人民共和国山東省濰坊市に位置する県級市。

## 歴史
青州は、現在は地方都市にすぎないが、春秋戦国時代より斉国の地であり、五胡十六国の1つ南燕の首都であった。

## 観光
市南西部の山間部には雲門山、駝山、玲瓏山、劈山、仁河ダム湖、昭陽洞、黄花渓などの観光地がある。2002年に中華人民共和国国家重点風景名勝区に認定された。
2010年、東門街、東関街、昭徳街、北閣街、糧市街などからなる昭徳古街が第1回「中国歴史文化名街」の1つに選定される。
2013年には青州市が国家歴史文化名城に選ばれた。中国の5A級観光地（2017年認定）でもある。

## 行政区画
- 街道：王府街道、益都街道、雲門山街道、黄楼街道
- 鎮：弥河鎮、王墳鎮、廟子鎮、邵荘鎮、高柳鎮、何官鎮、東夏鎮、譚坊鎮

## 交通
- 青州市駅
- 青州市北駅